# Schorndorfer Hütte
Die Schorndorfer Hütte ist eine Schutzhütte der Sektion Schorndorf des Deutschen Alpenvereins (DAV). Sie liegt auf der Schwäbischen Alb in Deutschland. Es handelt sich um eine Selbstversorgerhütte mit teilweiser Bewirtschaftung, sie ist an den Wochenenden geöffnet.

## Geschichte
Die Sektion Schorndorf wurde am 3. Juni 1949 in Schorndorf als Sektion Schorndorf des Deutschen Alpenvereins (DAV) gegründet. Die sektionseigene Schorndorfer Hütte bei Degenfeld am Kalten Feld wurde im Jahr 1952 gekauft. Sie wurde 1950 als eine private Hütte erbaut. Ein An- und Umbau in den Jahren 1957 und 1958 in Eigenleistung war notwendig, um den Platzbedarf zu decken, die Hütte verfügte jetzt über 26 Betten in drei Schlafräumen. 1988 installierte man eine Solaranlage für die Stromversorgung.

## Lage
Die Schorndorfer Hütte befindet sich bei Degenfeld, einem Stadtteil von Schwäbisch Gmünd im Ostalbkreis.

## Zustieg
- Am Hornberg-Parkplatz, ab hier 15 min zu Fuß zur Hütte (100 m unterhalb Gaststätte Knörzerhaus).

## Hütten in der Nähe
- Kreuzberghütte, Selbstversorgerhütte (710 m ü. NHN)
- Karl-Vorbrugg-Hütte, bewirtschaftete Hütte (650 m ü. NHN)
- Forellenzucht Remsquelle, Jausenstation (535 m ü. NHN)[3]

## Tourenmöglichkeiten
- Egental – Reiterles Kapelle – Egentalhütte, 11,3 km, 11,5 Std.
- Reiterleskapelle und Stuifen, 14,4 km, 4,5 Std.
- Kaltes Feld Weg, 15 km, 4.5 Std.[4]

## Klettermöglichkeiten
- Klettern auf der Schwäbischen Alb[5]
- Klettern auf der Ostalb[6]

## Skitouren Langlauf
- Hornberg-Loipe (Flugplatz), 3,1 km, 0,5 Std.
- Loipe Schafstall, 2,7 km, 0,5 Std.
- Kalte-Feld-Loipe, 4,6 km, 1 Std.[7]
- Langlaufen Schwäbische Alb[8]

## Karten
- Schwäbisch Gmünd und Umgebung: Wanderkarte mit Radwegen, Blatt 56-540, 1:25.000, Alfdorf, Böbingen a.d.R., Eislingen/Fils, Heubach, Mögglingen, ... (NaturNavi Wanderkarte mit Radwegen 1:25.000) Landkarte – Gefaltete Karte ISBN 978-3960990451
- Karte des Schwäbischen Albvereins, Bd. 14: Aalen – Schwäbisch Gmünd: Hrsg. v. Landesvermessungsamt Baden-Württemberg Landkarte – Gefaltete Karte ISBN 978-3890217970